# Amadeo Desfilis Pascual
Amadeo Desfilis Pascual (València, 1897-1947) va ser pintor i artista faller valencià. Llicenciat en Belles arts, es va fer funcionari municipal per por de viure com artista bohemi. Les seues primeres obres pictòriques combinaven la vessant simbològica amb el contingut mitològic.
Entra en contacte amb Vicente Benedito, Tadeo Villalba i Eduardo Sánchez, amb qui col·laboraria en un taller d'art i entraria en contacte amb el món faller.
Va destacar com a artista faller, fent tàndem amb Francisco Coret a partir de 1929. Té un carrer dedicat a la Ciutat de València.